# 嘉義朝天宮
嘉義朝天宮，俗稱朝天宮溫陵媽廟，是一座位在臺灣嘉義市西區，主祀天上聖母的媽祖廟，也是臺灣年代最早的溫陵媽廟。

## 歷史
嘉義朝天宮，俗稱朝天宮溫陵媽廟，主祀天上聖母，相傳緣於1677年（康熙十六年）泉州府晉江縣（又稱溫陵）移民，自泉州天后宮恭請天上聖母金身來臺，在諸羅縣治西門內街建廟奉祀:58。惟據大殿僅存兩座由住持僧岐衍妙琛分別於1804年（嘉慶九年）7月及1806年（嘉慶十一年）3月所立石碑記載推算，應為1758年（乾隆二十三年）動工興建，1760年（乾隆二十五年）完工，稱「溫陵媽廟」:58。
1904年（明治三十七年），西門城被拆除，將城樓上所祀媽祖移祀廟堂；1906年（明治三十九年），因梅山大地震廟宇傾毀，震後為了重整嘉義市區和開闢新道路（今中正路）而拆除廟宇，並遷移至現址(舊名新店尾)，由籌建之順安宮捐獻廟地，合建木造廟宇，奉祀順安、溫陵媽祖:58。朝天宮本是由民政廳列為古蹟的古廟，在皇民化運動期間嘉義市大舉廢廟除神，所有寺廟財產統歸入財團法人嘉義市濟美會所有，全部神像寄奉至城隍廟，而開基媽祖暫祀彌陀寺，其廟地因先人護產得法，未被徵收，惟廟宇被賣給商人作為倉庫，1945年（昭和二十年），又遭美軍。轟炸，戰後，免費周章，順利收回土地重建廟宇。
1946年（民國三十五年），臺灣信仰復興，地方人士遂倡起募捐重建廟宇，迎回寄奉他廟的神尊，1948年（民國三十七年），溫陵媽與順安媽合祀一廟，經擲筊聖示將「溫陵媽廟」易名為「順安溫陵朝天宮」，後又因木造廟宇，殘破不堪，乃於1974年（民國六十三年），由故陳山龍董事長擇媽祖聖誕吉日動土重建，歷經十二年董監事與信眾熱心捐款才完成。至1989年（民國七十八年）奉准再易名為「朝天宮」（因其供奉「溫陵媽祖」，即北港朝天宮大媽之分身，故改稱「朝天宮」:58）。

## 奉祀神祇
主祀神明: 天上聖母（溫陵媽），陪祀神明:七星娘娘、註生娘娘、虎爺公、關聖帝君、五文昌帝君、玄天上帝、水仙尊王、土地公、觀世音菩薩、地藏王菩薩、四海龍王、風神、雨神、雷神、電母。

## 其他
- 日治時期出身嘉義的畫家陳澄波曾以溫陵媽廟(現朝天宮)做為畫作主題創作油彩「温陵媽祖廟」(1927)一圖，其故居也在此廟附近。

## 外部連結
- 嘉義朝天宮的Facebook專頁